# Tinos

Tinos (grško Τήνος; italijansko Tine) je grški otok v Egejskem morju. Leži v arhipelagu Kikladov. V antični Grčiji je bil znan tudi kot Ophiussa (iz ophis, starogrško za kačo).